# Burić
Burić, prezime stare plemićke obitelji. U osnovi prezimena je imenica bura, što je sveslavenski naziv za "vihor-zao vjetar" (staroslavenski, ruski, slovački, ukrajinski, češki, srpski, bošnjački, hrvatski...) U nekim područjima u Hrvatskoj (otoci, priobalje i bliže obalno zaleđe) Dalmacije i dijelova Bosne bura je dobila značenje određenog vjetra i strane svijeta. 

Prezime Burić se prvi puta spominje u Šibeniku 1587. godine, kada je zabilježen podatak o osnivaču porodice Heleni Burić, iako prvi pisani podatak o Burićima datira iz 1322. godine kada se u Šibeniku spominje Ilija Burić (Elias Burisclavi).
Iz ovih, kao i mnogih drugih činjenica proizilazi da su Burići starosjedilačka obitelji na južnom hrvatskom, bosanskohercegovačkom, srpskom i crnogorskom području.
Burići se spominju:
-1587. i 1628. godine u Šibeniku;
-1693. godine u Cetinskoj krajini;
-1725. godine u Splitu;
-1744. godine u Makarskoj;
-1781. godine u Visokom (BiH); kao i u drugim krajevima Hrvatske, Bosne, Srbije, Crne Gore (Danilovgrad).

Burići su na jadranskom primorju imali u svom vlasništvu pojedine otoke kao i određen broj brodova. Danas Burići žive u mnogim krajevima Hrvatske, preko Bosne, Hercegovine, Crne Gore, Srbije. Burići imaju svoj grb s arhanđelom  Mihajlom (Sv. Mihovilom) kao zaštitnikom obitelji i godinom 1587., prvim pisanim spomenom prezimena u obliku koji sada ima. Sveti Mihovil je i zaštitnik starog grada Šibenika gdje je zabilježen najstariji pisani trag o Burićima. Mnogi gradovi danas imaju ulice koje nose ime po osobama koje su se prezivale Burić: Zagreb-Burićeva ulica, Visoko-Ulica porodice Burić, Podgorica-Ulica Radosava Burića, Mostar-Ulica Šerifa Burića, Danilovgrad-Ulica Save Burića, Zemun/Beograd-Ulica Save Burića.

#### Poznati Burići
- Adam Franjo Burić (1732. – 1803.), barun, časnik kojeg je car Josip II odlikovao Viteškim križem Vojnog reda Marije Terezije.

- Ivan Vilim Burić (1792-1858), podmaršal i vitez Vojnog reda Marije Terezije, koje odličje je zaslužio zahvaljujući velikoj hrabrosti i snalažljivosti tijekom borbe protiv Mađara 1849. godine za ključne položaje kod Pereda.

- Josip Burić (tal. Josepho Burić) (Kraljevica, 1910. - Rim, 1997.), svećenik, najbolji poznavatelj Vatikanskih arhiva i među najvećim poznavateljima senjskoga Biskupskog arhiva. Većina njegovih radova nije tiskana, nego je ostala u rukopisima, a dosta radova je zapisao pod šiframa i pseudonimima. Kao pregledalac arhiva obavio je teške i nezahvalne zadaće, posebno one koje drugi istraživači u pravilu preskoče.

- Dr. Viktor Burić, senjski biskup koji je poslije postao postao prvi riječko-senjski nadbiskup.